# Hakea maconochieana
Hakea maconochieana är en tvåhjärtbladig växtart som beskrevs av Laurence Arnold Robert Haegi. Hakea maconochieana ingår i släktet Hakea och familjen Proteaceae. Inga underarter finns listade i Catalogue of Life.